# Lemniscomys barbarus
Lemniscomys barbarus (Лемніскоміс берберський) — вид родини мишеві (Muridae).

## Поширення
Це середземноморський ендемічних видів. Країни мешкання: Алжир, Марокко, Туніс. Проживає від рівня моря до, принаймні 1000 м. Населяє середземноморські чагарники і ліси, а також знаходиться в орних землях. 